# NK Mladost Đurići
NK Mladost je bivši nogometni klub iz Đurića u općini Drenovci.

## Povijest
Klub je osnovan 1932. godine pod imenom ŠK Slavonac, te kao i većina tadašnjih seoskih klubova, nije sudjelovao u službenim natjecanjima. Nakon 2. svjetskog rata, 1945. godine klub obnavlja rad pod imenom NK Zadrugar. Ime NK Mladost klub nosi od 1950. godine. U službena natjecanja Vinkovačkog nogometnog podsaveza se uključuje 1968. godine 
Do nove obnove kluba dolazi 1999. godine, te je od tada klub član 3. ŽNL Vukovarsko-srijemske. Reorganizacijom natjecanja 2006. godine (podjele županijski nogometnih liga po nogometnim središtima), NK Mladost postaje član 2. ŽNL NS Županja (pošto nije postojao niži rang natjecanja za klubove u nogometnom središtu Županja). Nakon jesenskog dijela sezone 2006./07., klub se prestaje natjecati, te je od tog trenutka neaktivan. Godine 2014. dolazi i do pravnog gašenja kluba.

### Plasmani kluba kroz povijest
| Sezona      | Liga                                   | Plasman    |
| ----------- | -------------------------------------- | ---------- |
| 1968./69.   | Grupno prvenstvo NP Vinkovci Grupa III |            |
| 1969./70.   | Grupno prvenstvo NP Vinkovci Grupa III |            |
| 1970./71.   | Grupno prvenstvo NP Vinkovci Grupa III | 10. mjesto |
| 1971./72.   | Grupno prvenstvo NP Vinkovci Grupa III |            |
| 1999./2000. | 3. ŽNL Vukovarsko-srijemska Grupa A    | 7. mjesto  |
| 2000./01.   | 3. ŽNL Vukovarsko-srijemska Grupa A    | 3. mjesto  |
| 2001./02.   | 3. ŽNL Vukovarsko-srijemska Grupa A    | 7. mjesto  |
| 2002./03.   | 3. ŽNL Vukovarsko-srijemska Grupa A    | 3. mjesto  |
| 2003./04.   | 3. ŽNL Vukovarsko-srijemska Grupa A    | 10. mjesto |
| 2004./05.   | 3. ŽNL Vukovarsko-srijemska Grupa A    | 11. mjesto |
| 2005./06.   | 3. ŽNL Vukovarsko-srijemska Grupa A    | 13. mjesto |
| 2006./07.   | 2. ŽNL Vukovarsko-srijemska NS Županja | 14. mjesto |